# 24時間テレビ 愛は地球を救う6
24時間テレビ「愛は地球を救う」6は、日本テレビ系列にて1983年8月20日（土曜日）19:00 - 8月21日（日曜日）19:30まで生放送された6回目の『24時間テレビ』である。

## 概要
「日本テレビ開局30周年記念番組」として放送された。
萩本欽一が全国各地の募金会場を回る「ふれ愛の旅」が始まった。
メインテーマは『君の地球のボランティア!アフリカ飢餓緊急援助!世界コミュニケーション記念』

## 出演者

### 総合司会
- 徳光和夫（当時・日本テレビアナウンサー）

### チャリティーパーソナリティー
- 萩本欽一（コント55号）
- 斉藤慶子
- 斉藤ゆう子